# Сапеги (Бешенковичский район)
Сапеги (бел. Сапегі) — деревня в Бешенковичском районе Витебской области Беларуси. Входит в состав Улльского сельсовета.

## География
Деревня находится в центральной части Витебской области, к востоку от озера Полозерье и автодороги Р-144, на расстоянии приблизительно 20 километров (по прямой) к северо-западу от городского посёлка Бешенковичи, административного центра района. Абсолютная высота — 133 метра над уровнем моря. Площадь населённого пункта — 0,0063 км².

## История
По состоянию на 1906 год, в деревне насчитывалось 13 дворов и проживало 100 человек (44 мужчины и 56 женщин). В административном отношении входила в состав Хотинского сельского общества Мартиновской волости Лепельского уезда Витебской губернии.
До 2004 года Сапеги входили в состав Сокоровского сельсовета.

## Население
По данным переписи 2019 года, постоянное население в деревне отсутствовало.
| Год  | Население, человек |
| ---- | ------------------ |
| 1906 | 100                |
| 2009 | ↘ 4                |
| 2019 | ↘ 0                |